# Autoroute A-76 (Espagne)
Pour les articles homonymes, voir A76.
L'autoroute A-76 est une autoroute en projet qui va relier Ponferrada à Ourense dans la communauté de Galice. 
Elle va doubler la N-120 entre les 2 villes en suivant à peu près son tracé.
Elle va permettre d'améliorer la communication entre ces deux villes pour les connecter directement du reste de l'Espagne. 

Elle va permettre de relier Léon/Burgos à Vigo par un trajet plus direct par autoroute sans faire de détour par Benavente.
En effet l'A-76 est le dernier chaînon manquant d'autoroute transversale qui permet de traverser l'Espagne d'est en ouest entre Barcelone et Vigo et donc relier l'océan Atlantique et la mer Méditerranée.
Une fois construite, on pourra relier le port de Barcelone à celui de Vigo par l'autoroute AP-2 jusqu'à Saragosse, suivie de l'AP-68 jusqu'à Logroño, pour continuer par l'A-12 jusqu'à Burgos, l'A-231 jusqu'à Léon, AP-71 et A-6 jusqu'à Ponferrada, ensuite la section en projet de l'A-76 jusqu'à Ourense pour finir par l'A-52 jusqu'à Vigo.

## Tracé
- L'A-76 va débuter à l'ouest de Ponferrada où elle va se détacher de l'A-6 (Madrid - La Corogne).
- Elle va bifurquer à hauteur de Monforte de Lemos, la future A-72 (Monforte de Lemos - Chantada) qui va la connecter à la future A-56 (Ourense - Lugo).
- La dernière section longue de 50 km environ permet à  l'A-76 d'accéder à Ourense par l'est en se connectant à l'A-52.

### Référence
- Nomenclature